# 박진로
박진로(Jinui-ro)는 대한민국 경상남도 창녕군 유곡면 세간교삼거리에서 창녕군 남지면 남지입구오거리를 잇는 도로이다.

## 주요 경유지
경상남도
- 의령군 (유곡면 - 부림면) - 창녕군 (남지읍)

## 노선 경로
| 이름           | 접속 노선                           | 경유지 | 경유지 | 비고 |
| -------------- | ----------------------------------- | ------ | ------ | ---- |
| 세간교삼거리   | 국도 제20호선 (의합대로)            | 의령군 | 유곡면 |      |
| 박진고개       |                                     | 의령군 | 부림면 |      |
| 박진교         |                                     | 창녕군 | 남지읍 |      |
| (이름없음)     | 양아지길                            | 창녕군 | 남지읍 |      |
| 작은고개       |                                     | 창녕군 | 남지읍 |      |
| 소재교         |                                     | 창녕군 | 남지읍 |      |
| 두곡삼거리     | 지방도 제1021호선 (장마고곡로)      | 창녕군 | 남지읍 |      |
| 황새목삼거리   | 대성대복길 매전길                   | 창녕군 | 남지읍 |      |
| 상대목상거리   | 남지장마로                          | 창녕군 | 남지읍 |      |
| 남지입구오거리 | 지방도 제1022호선 (낙동로) 동포옛길 | 창녕군 | 남지읍 |      |
| 상칠로와 직결  |                                     |        |        |      |

## 주요 건물 및 시설
- 농협 남지농협 고곡지점 (박진로 949/고곡리 337-2)
- 농협 남지농협 하나로마트 고곡점 (박진로 949/고곡리 337-2)
- 농협 남지농협 고곡주유소 (박진로 992/고곡리 362)
- 기아자동차 오토큐 남지점 (박진로 1750/남지리 481-61)